# مطار فآسا
مطار فآسا ( (بالفنلندية: Vaasan lentoasema)‏ (بالسويدية: Vasa flygplats)‏ ) (إياتا: VAA، إيكاو: EFVA) يقع في فآسا، فنلندا، يبعد حوالي 9 كيلومتر (5.6 ميل) جنوب شرق مركز مدينة فآسا. وهو سادس أكبر مطار في فنلندا من حيث عدد الركاب. في عام 2018، سافر 315900 راكب عبر المطار.

## التاريخ
تم افتتاح المطار في عام 1938 عندما بدأت شركة Aero حركة الركاب، والتي توقفت فيما بعد بسبب الحرب. في عام 1945 تم الانتهاء من بناء المطار وأعيد فتح طرق الركاب.
اتخذ المطار شكله الحالي في الخمسينيات، عندما تم تمديد المدرج إلى 1800 متر وتم توسيع مبنى المطار. في عام 1951، حصل مطار فآسا على أول اتصال دولي له حيث افتتح Veljekset Karhumäki طريقًا إلى سوندسفال في السويد. في عام 1971، تم تمديد المدرج إلى 2000 متر وبدأت شركة فين إير في حركة الطيران باستخدام طائرات ماكدونل دوغلاس دي سي-9.
في عام 1993 تم الانتهاء من التوسعة الثالثة والأكثر أهمية في المطار، حيث حصل المطار على مرافق منفصلة لحركة المرور المحلية والدولية مع تحسن كبير في خدمات المطار. في عام 1998، اتخذ مطار فآسا خطوة نحو المزيد من الطيران الدولي، حيث تم تمديد المدرج إلى 2500 متر في أكتوبر. في عام 2014، تم الانتهاء من تجديد المبنى: صالة جديدة لاستلام الأمتعة، وإعادة ترتيب المراقبة الأمنية، ومقهى آخر ومتجر جديد.
في عام 2005، 2008، ومرة أخرى في عام 2017 تم اختيار مطار فآسا كأفضل مطار في فنلندا.
الخطوط الجوية المنتظمة في مطار فآسا هي فين إير والخطوط الجوية الاسكندنافية. يخدم المطار أيضًا العديد من المواثيق مع وجهات إلى بلغاريا وجزر الكناري واليونان وإسبانيا وتركيا وتايلاند.

## شركات الطيران والوجهات

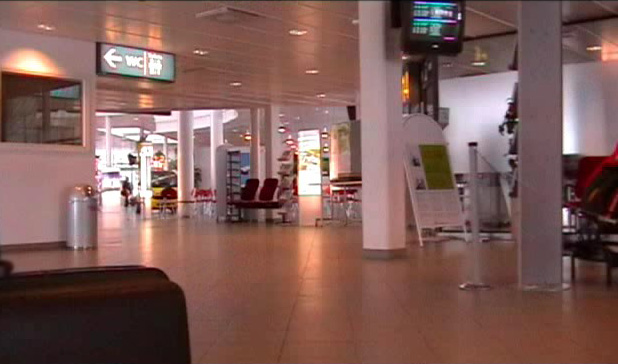
داخل مبنى مطار فآسا

| شركـات طيـران              | الوجهات               |
| -------------------------- | --------------------- |
| فين إير                    | مطار هلسنكي فانتا     |
| الخطوط الجوية الإسكندنافية | مطار ستوكهولم أرلاندا |

## إحصاءات الركاب
| السنة | الركاب المحليين | الركاب الدوليين | إجمالي الركاب | معدل التغير |
| ----- | --------------- | --------------- | ------------- | ----------- |
| 2000  | 227.523         | 98851           | 326374        | + 4.2٪▲     |
| 2001  | 216409          | 95651           | 312،060       | −4.4٪▼      |
| 2002  | 194651          | 74466           | 269117        | −13.8٪▼     |
| 2003  | 169.088         | 79836           | 248.924       | −7.5٪▼      |
| 2004  | 166.836         | 94480           | 261316        | + 5.0٪▲     |
| 2005  | 178،378         | 118.886         | 297264        | + 13.8٪▲    |
| 2006  | 195.045         | 111106          | 306151        | + 3.0٪▲     |
| 2007  | 213،833         | 108.095         | 321928        | + 5.3٪▲     |
| 2008  | 234447          | 108،948         | 343395        | + 6.7٪▲     |
| 2009  | 207274          | 86983           | 294257        | −14.3٪▼     |
| 2010  | 194102          | 94.040          | 288142        | −2.1٪▼      |
| 2011  | 226،931         | 111.568         | 338،499       | + 18.0٪▲    |
| 2012  | 218.742         | 155399          | 374141        | + 10.5٪▲.   |
| 2013  | 185.562         | 133753          | 319315        | -14.7٪▼     |
| 2014  | 184.316         | 141.570         | 325،886       | + 2.1٪▲     |
| 2015  | 162.864         | 119573          | 282437        | -13.3٪▼     |
| 2016  | 173.541         | 114979          | 288.520       | + 2.2٪▲     |
| 2017  | 162333          | 137785          | 300118        | + 4.0٪▲     |
| 2018  | 166،195         | 149705          | 315900        | + 5.3٪▲     |
| 2019  | 165,125         | 138,786         | 303,911       | -3.8% ▼     |
| 2020  | 35,303          | 24,409          | 59,712        | -80.4% ▼    |
| 2021  | 16,648          | 2,583           | 19,231        | -67.8% ▼    |
| 2022  | 89,532          | 23,712          | 113,244       | +488.9% ▲   |

## النقل البري
| وسائل النقل في مطار فآسا | وسائل النقل في مطار فآسا    | وسائل النقل في مطار فآسا | وسائل النقل في مطار فآسا | وسائل النقل في مطار فآسا       | وسائل النقل في مطار فآسا |
| وسائل النقل              | المشغل أو العامل            | طريق                     | الأماكن                  | موقع إلكتروني                  | ملاحظات                  |
| ------------------------ | --------------------------- | ------------------------ | ------------------------ | ------------------------------ | ------------------------ |
| أوتوبيس                  | حركة المرور المحلية في فآسا | 4، 10                    | ساحة السوق               | www.vaasanpaikallisliikenne.fi |                          |
| سيارة اجره               | تاكسي فاسا                  | سيارة اجره               | فآسا                     | www.taksivaasa.fi              |                          |

## روابط خارجية
- فينافيا - مطار فآسا
- AIP Finland - مطار فآسا
- حالة الطقس في مطار فآسا.
- Airport information for EFVA at World Aero Data. Data current as of October 2006.
- Airport information for VAA at Great Circle Mapper.
- تاريخ الحوادث لـ (VAA) على شبكة سلامة الطيران.